# Nudamphiura carvalhoi
Nudamphiura carvalhoi är en ormstjärneart som beskrevs av Tommasi 1965. Nudamphiura carvalhoi ingår i släktet Nudamphiura och familjen trådormstjärnor. Inga underarter finns listade i Catalogue of Life.